# مخمصه شامگاهی
«مخمصهٔ شامگاهی» (انگلیسی: Sunset Heat) یک فیلم سینمایی آمریکایی دلهره‌آور است که در سال ۱۹۹۲ منتشر شد. از بازیگران آن می‌توان به میکیل پاری، دنیس هاپر، دافنه اشبروک و جو لارا اشاره کرد.